# دیوید وایتمن (ورزشکار)
دیوید وایتمن (انگلیسی: David Weightman؛ زادهٔ ۲۸ سپتامبر ۱۹۷۱) قایقران روئینگ اهل استرالیا است.